# Antonio Demetrice Smith
Antonio Demetrice Smith, (13 de febrero de 1970, Norfolk, Virginia, EE. UU.) fue un jugador de baloncesto estadounidense. Con 1.78 de estatura, jugaba en el puesto de base.

## Trayectoria profesional
- 1988-92. NAIA. Pfeiffer University
- 1992-94. Hanover
- 1994-95. Karsiyaka Izmir
- 1995-96. Xacobeo 99 Ourense (ACB)
- 1996-97. Club Baloncesto Peñas Huesca (LEB)
- 1996-97. Trotamundos de Carabobo
- 1997-98. Club Baloncesto Murcia (LEB)
- 1998-99. Club Baloncesto Murcia (ACB)
- 1998-99. Club Baloncesto Lucentum Alicante (LEB)
- 1999-00. BCM Gravelines
- 2000-01. Rayet Guadalajara (LEB 2)
- 2001-03. CB Ciudad de Algeciras (LEB 2)
- 2003-07. Autocid Ford Burgos (LEB 2 LEB) El club retiró el dorsal número 8 en su honor